# Старо градско језгро Панчева
Старо градско језгро Панчева представља непокретно културно добро као просторна културно-историјска целина од великог значаја.
Старо градско језгро Панчева обухвата простор историјског језгра града, у оквиру његовог средишњег дела, које чини склоп грађевина око тргова Краља Петра I и Трга слободе, са уличним токовима који се уливају у централни простор целине и неколико објеката на које се простори тргова и уличних фронтова ослањају. 
Сви објекти налазе се на простору богатом културно-историјским слојевима и траговима материјалне културе од времена Рима и каснијих епоха. Панчево се урбанистички почело организовати почетком 18. века, његово градско језгро формирано је у другој половини 18. века, али је највреднији простор језгра, са јавним и репрезентативним грађевинама, настајао почетком 19. века и везује се за регулационе планове из 1830. и 1909. године. Градски тргови, Велика пијаца (Трг Краља Петра I), Житна пијаца (Трг слободе) и Трг испред католичке цркве формирају се и затварају на прелазу векова. На простору који је обухваћен трговима развијао се управни, просветни и црквени живот града, који је условио адекватно градитељско наслеђе - зграду Магистрата, Штапску зграду, Графову кућу, комплекс Миноритског самостана, Православне цркве са зградом Црквене општине и парком. 
Поред ових и низ других објеката, својом просторном диспозицијом, архитектонско-стилским одликама, репрезентативношћу, амбијенталним вредностима и културно-историјским значајем доприносе валоризацији језгра.